# فهرست انسان‌گرایان

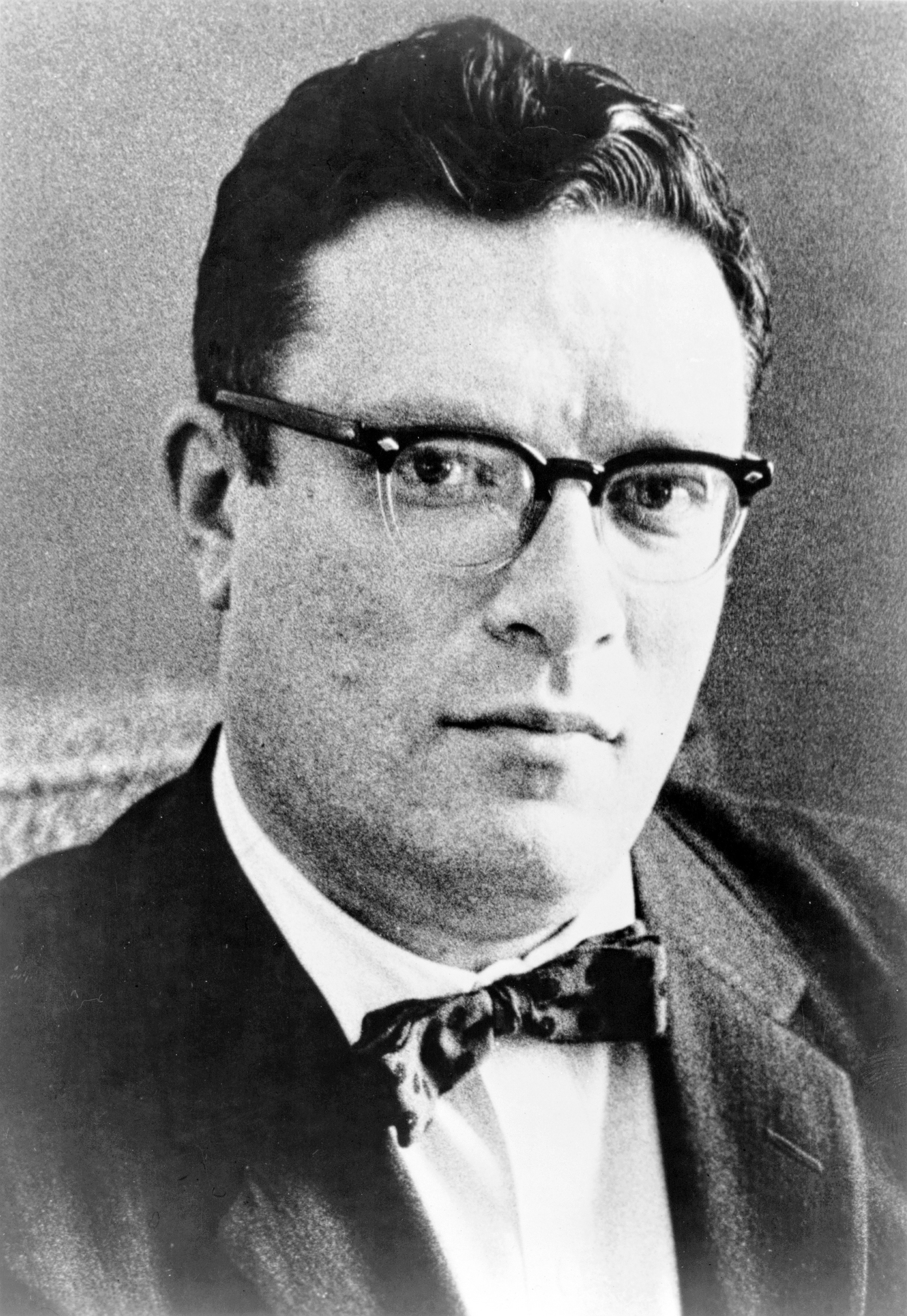
آیزاک آسیموف

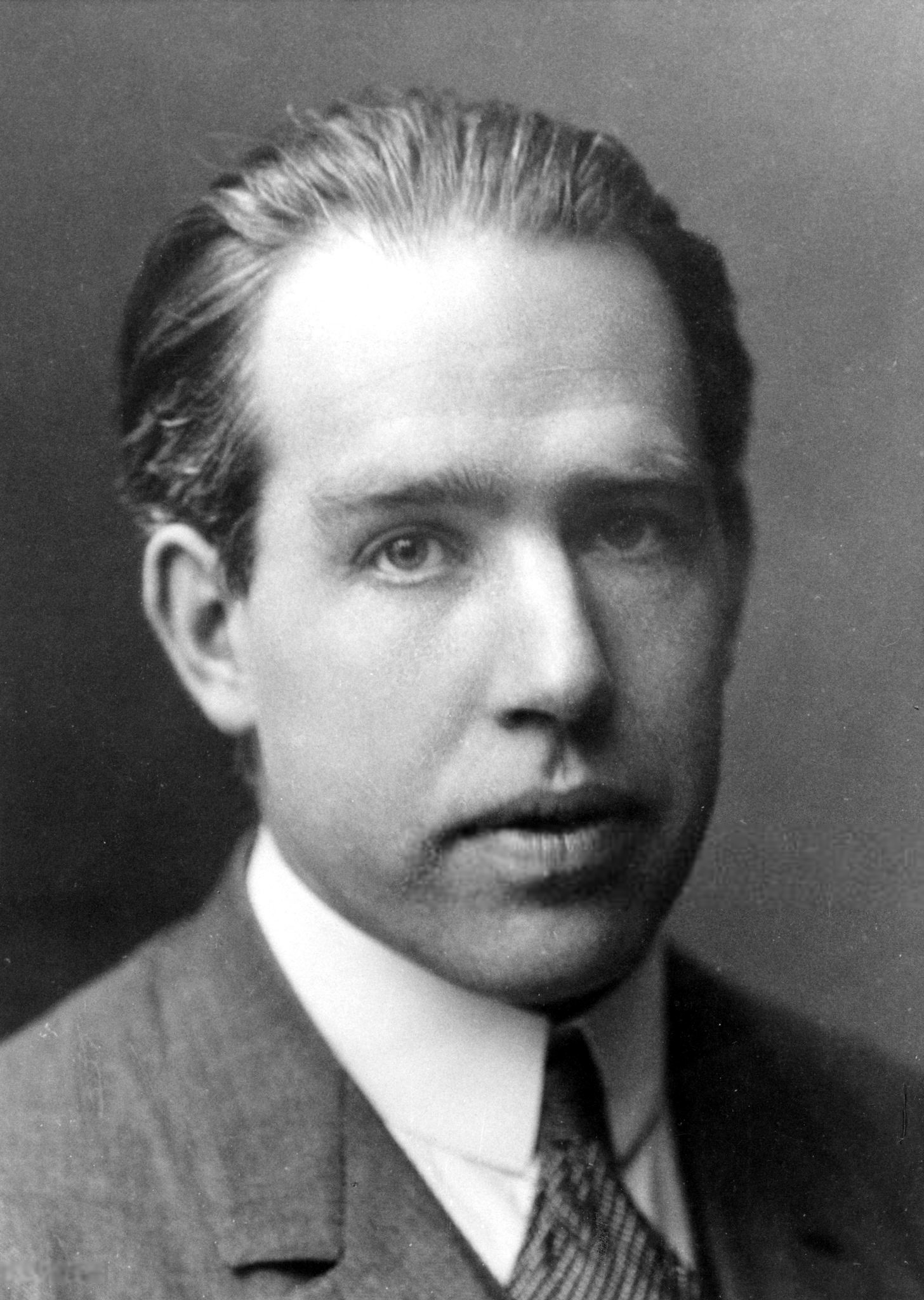
نیلز بور

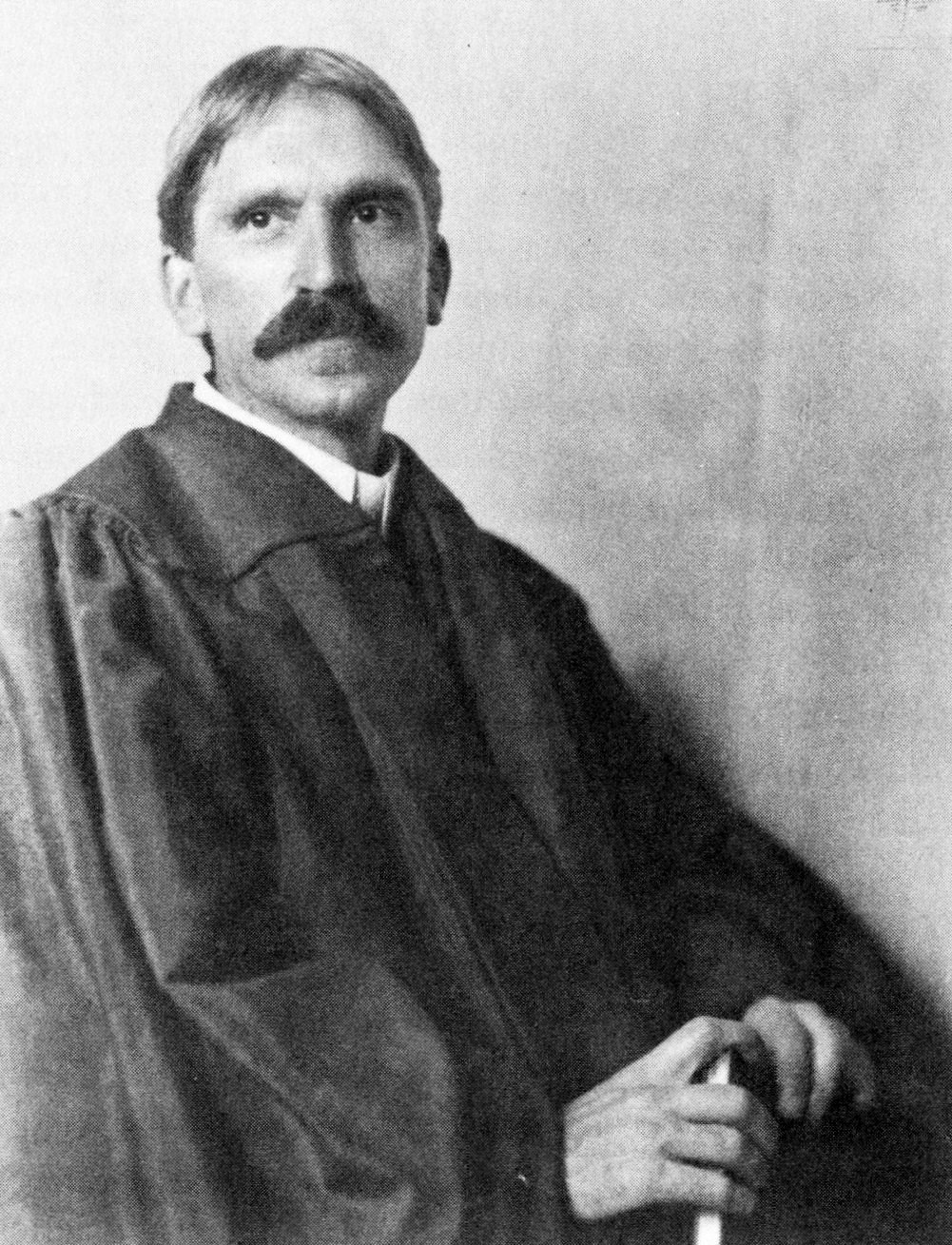
جان دیویی

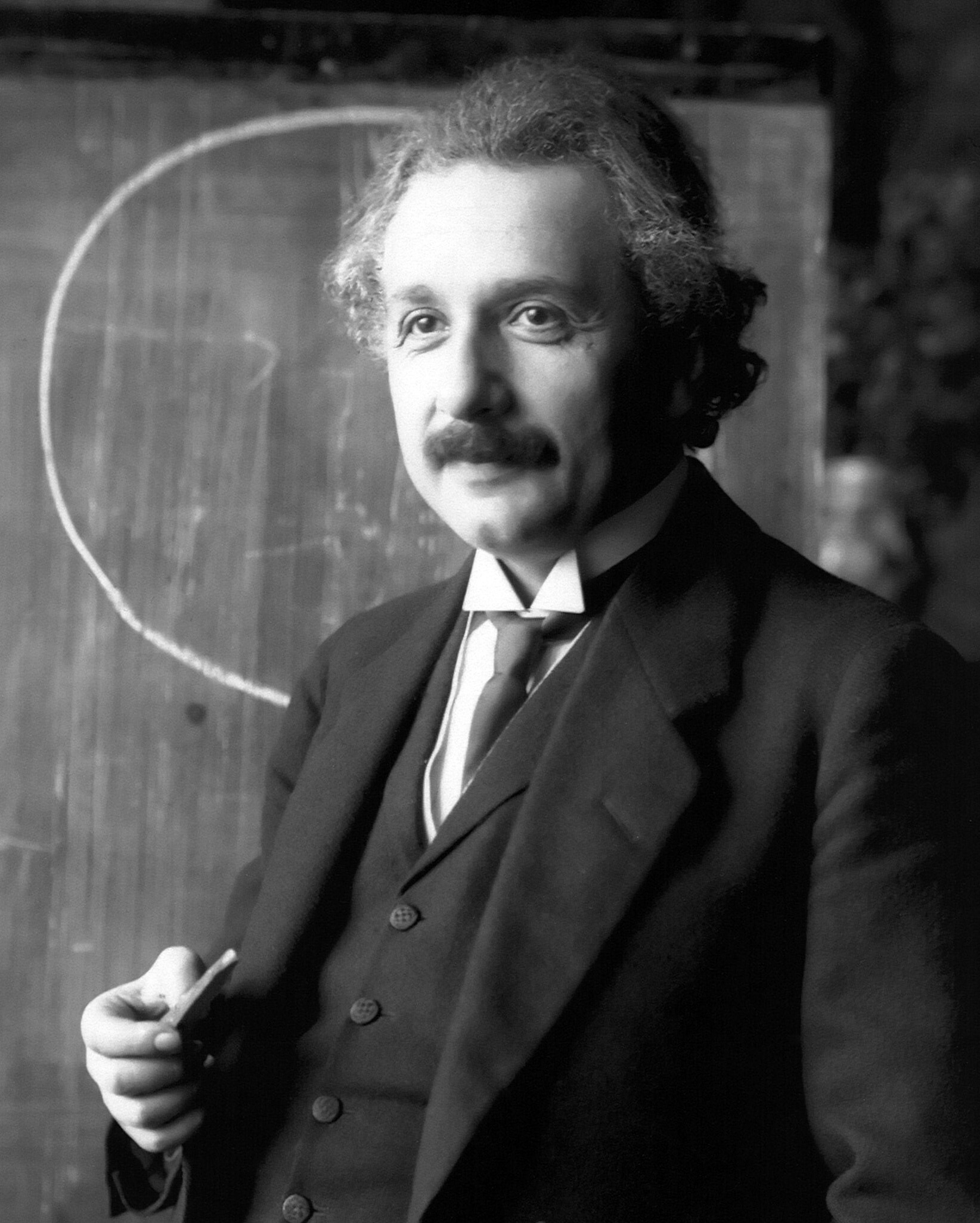
آلبرت اینشتین

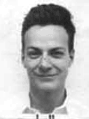
ریچارد فاینمن

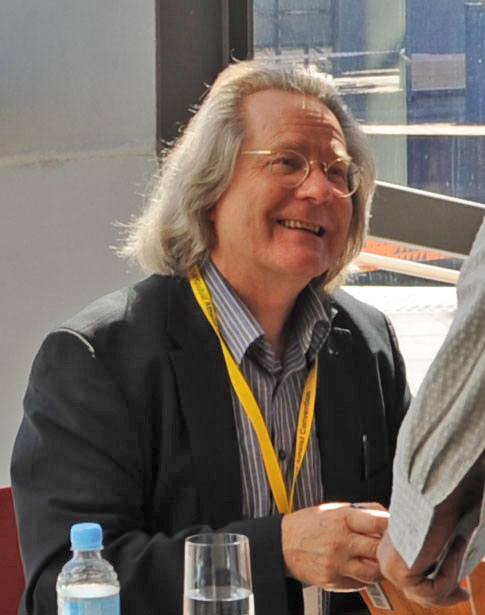
ای. سی. گریلینگ

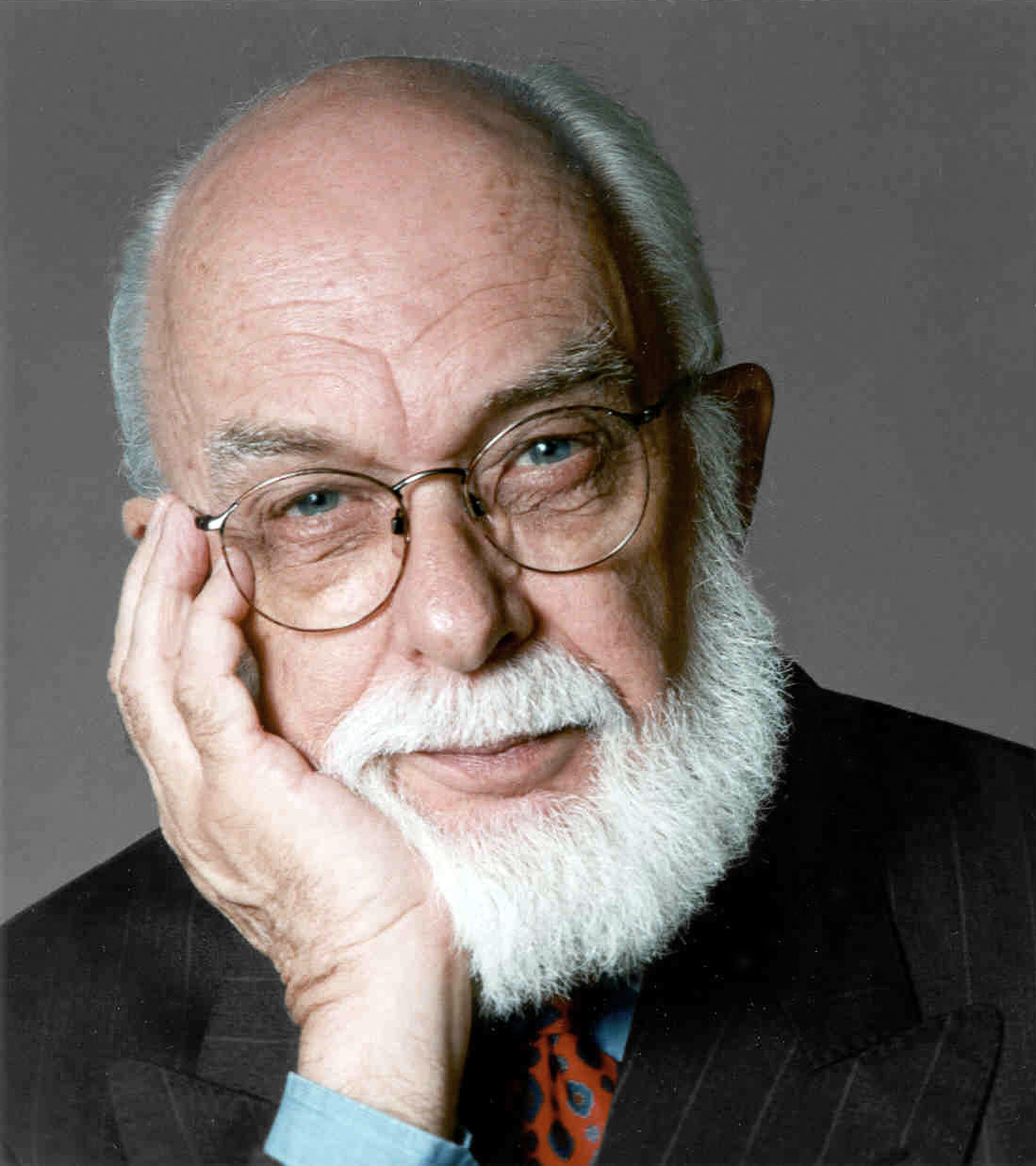
جیمز رندی

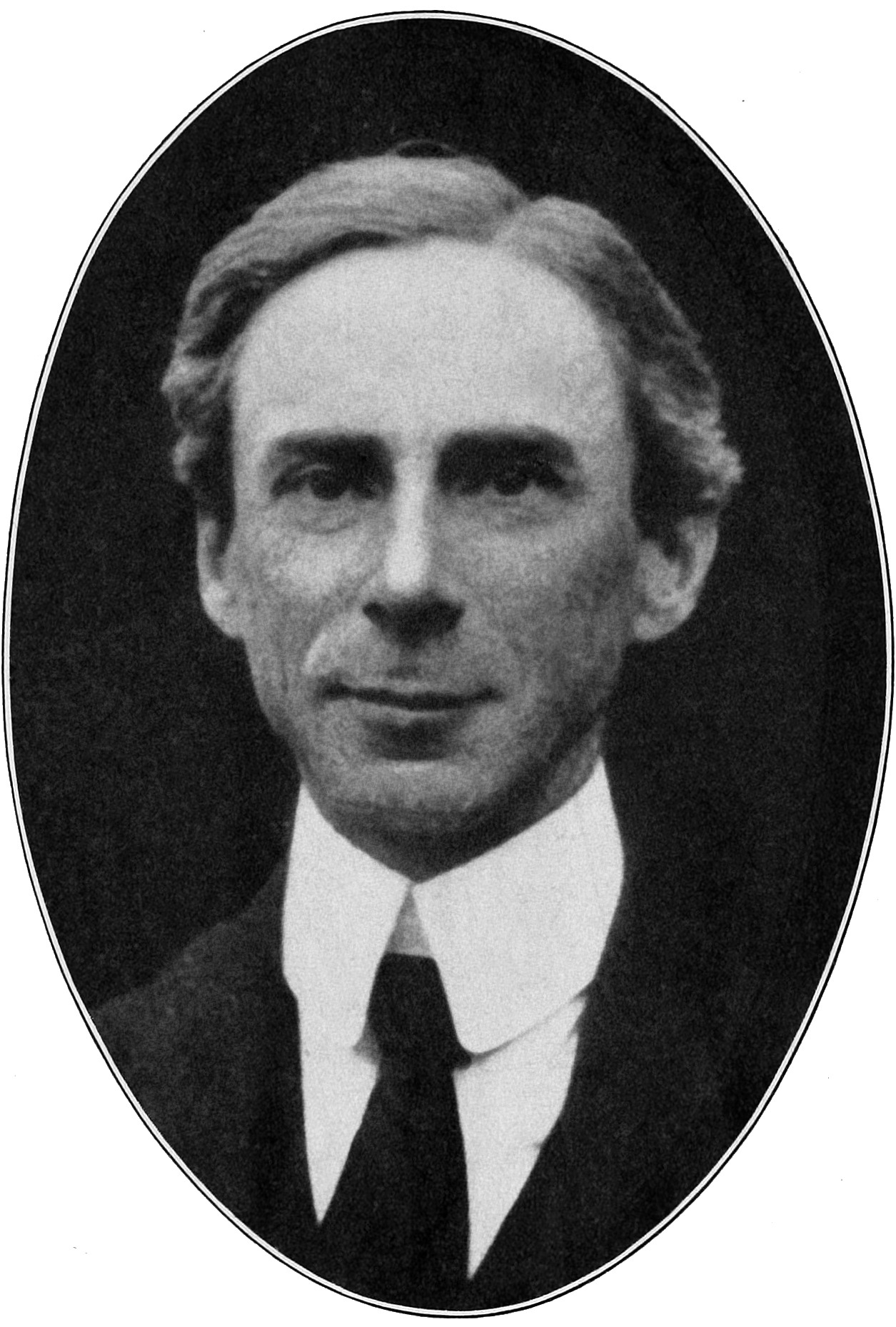
برتراند راسل

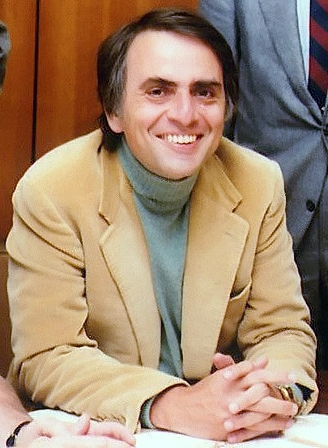
کارل سیگن

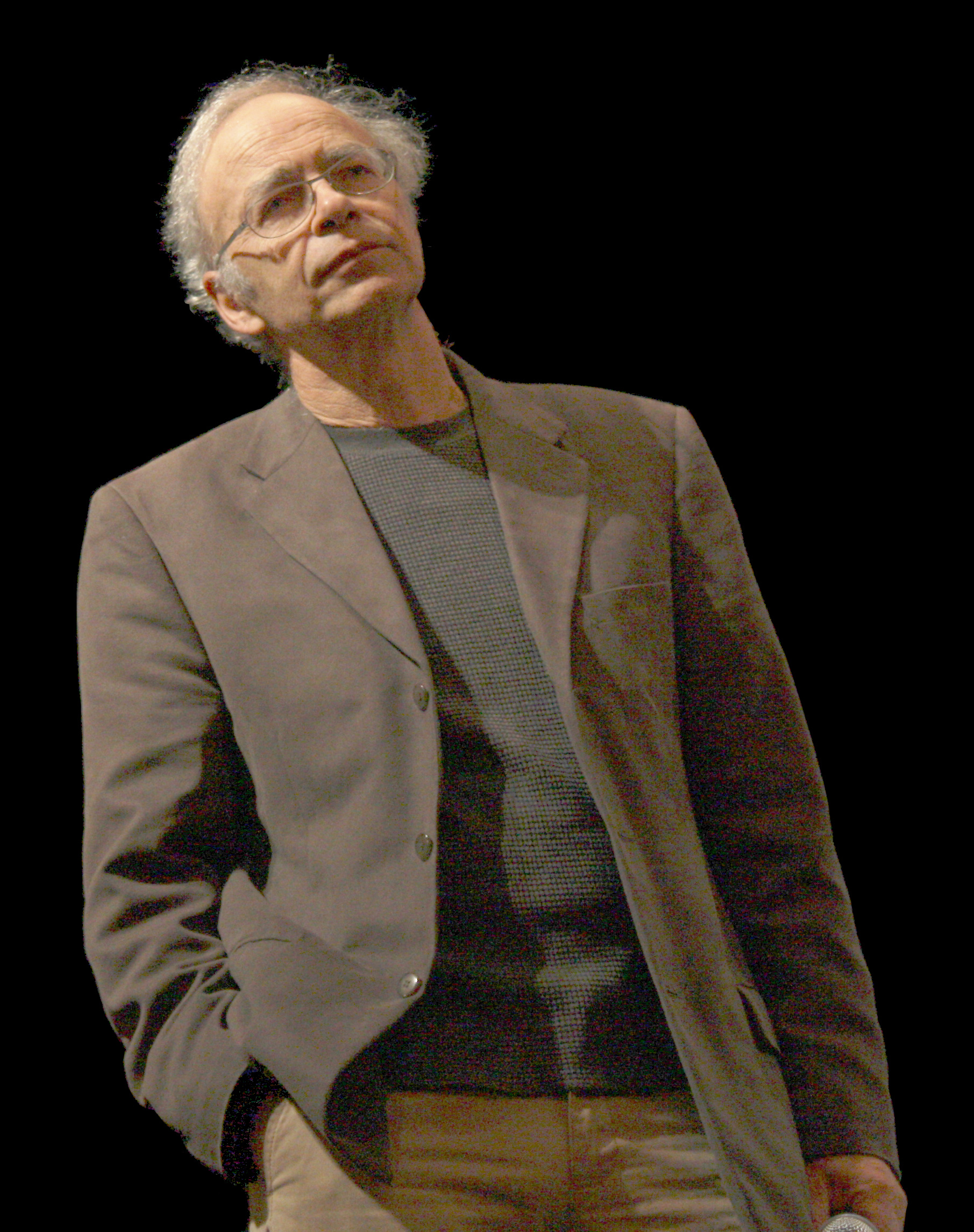
پیتر سینگر

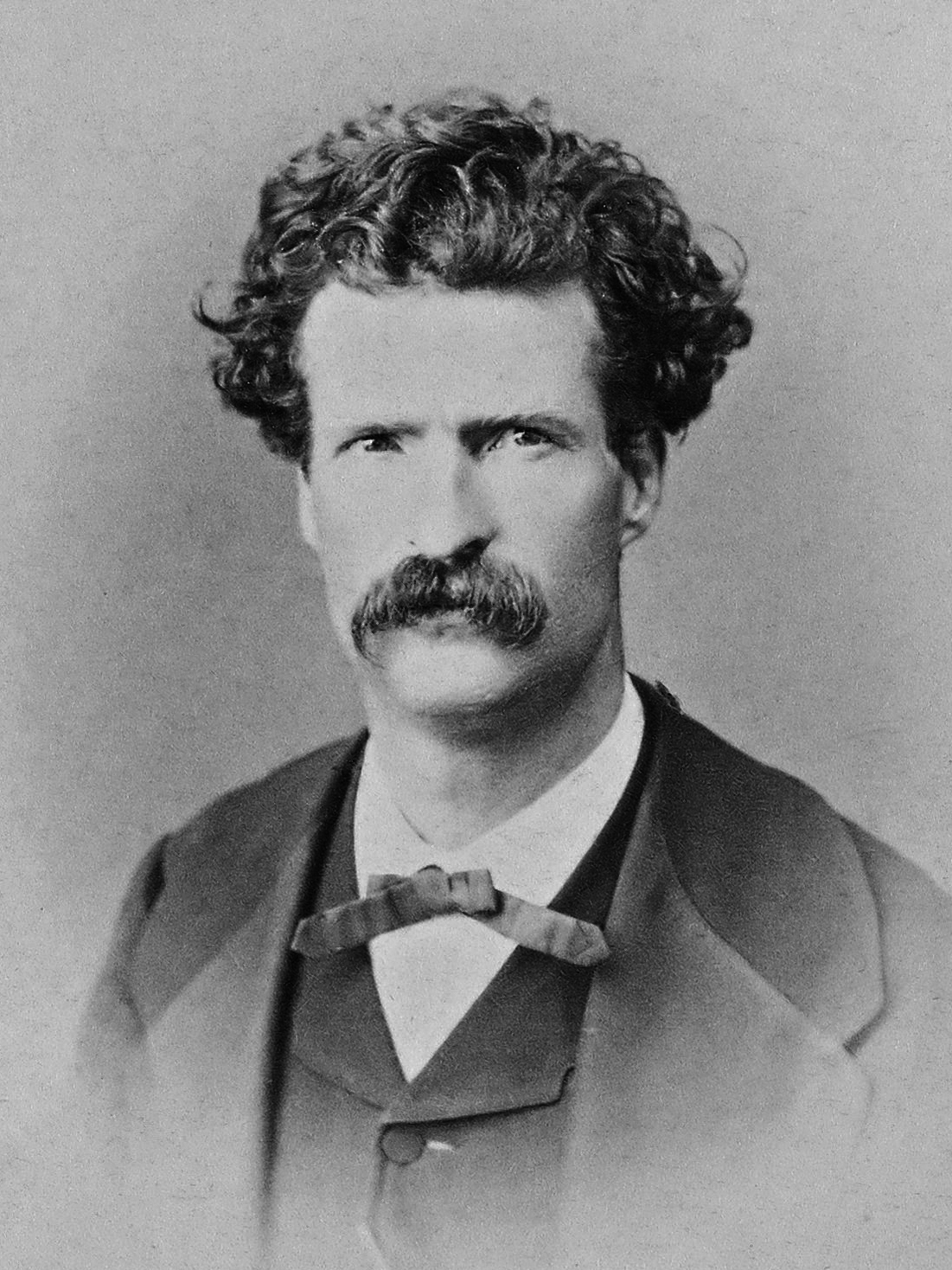
مارک توین

این فهرستی از فیلسوفان انسان‌گرای مدرن، شامل انسان‌گرایان فرادینی، سکولار و دینی است.

## فهرست
- آرتور سی. کلارک: عضو آکادمی بین‌المللی انسان‌گرایی بود.[۱]
- آلبرت الیس: انسان‌گرای سال ۱۹۷۱، پیش‌برنده رفتار درمانی معقول.[۲]
- آن دانهام: مادر رئیس‌جمهور آمریکا، باراک اوباما.
- آلدوس هاکسلی: نویسنده بریتانیایی نویسنده دنیای قشنگ نو.
- استیفن فرای: بازیگر و کمدین انگلیسی و عضو انجمن انسان‌گرای بریتانیایی.
- اگوست کنت: فیلسوف فرانسوی و بنیان‌گذار جامعه‌شناسی و اثبات‌گرایی.
- اومبرتو اکو عضو انجمن بین‌الملی انسان‌گرایی.[۱]
- باکمینستر فولر: نظریه‌پرداز سامانه آمریکایی، مهندس، مخترع و آینده‌گرا. انسان‌گرای سال ۱۹۶۹.[۲]
- بتی فریدان: نویسنده آمریکایی و فمینیست فعال، نویسنده رمز و راز زنانه.[۲]
- پل دیراک: فیزیک‌دان انگلیسی برنده جایزه نوبل به خاطر کار روی مکانیک کوانتوم و الکترودینامیک کوانتومی.
- جرمی بنتام: نویسنده انگلیسی، فیلسوف و مصلح حقوقی و اجتماعی، پشتیبان فایده‌گرایی و حقوق حیوانات.
- جولین هاکسلی: زیست‌شناس فرگشتی، انسان‌گرا و بین‌الملل‌گرای انگلیسی.
- دنیل دنت عضو انجمن بین‌الملی انسان‌گرایی.[۱]
- ریچارد داوکینز عضو انجمن بین‌الملی انسان‌گرایی.[۱]
- ریچارد فاینمن: فیزیک‌دان آمریکایی مشهور به خاطر کار روی مکانیک کوانتوم، نظریه الکترودینامیک کوانتومی و فیزیک ابرشاره.
- فرانسیس کریک: عضو آکادمی بین‌الملی انسان‌گرایی.[۱]
- فریدریش انگلس: صنعت‌گرای آلمانی-انگلیسی، نظریه‌پرداز سیاسی و فیلسوف.
- کنفوسیوس: یک آموزگار چینی، ویرایشگر، سیاست‌مدار و فیلسوف عصر بهار و پاییز تاریخ چین.
- لستر براون: آنالیزگر محیط زیست آمریکایی، بنیان‌گذار بنیاد ورلدواتچ.
- مارگارت اتوود: انسان‌گرای برجسته در آکادمی بین‌المللی انسان‌گرایی.[۱]
- نیلز بور: فیزیک‌دان دانمارکی برنده جایزه نوبل فیزیک ۱۹۲۲.[۳]
- آرون کوپلند[۴]
- برایان کاکس (فیزیک‌دان): فیزیک ذرات بریتانیایی، عضو انجمن سلطنتی و شخصیت تلویزیونی.[۵]
- جان کنت گالبرایت: اقتصاددان آمریکایی-کانادایی، از رهبران لیبرالیسم در قرن ۲۰ آمریکا.[۲]
- پیر-ژیل دوژن: فیزیک‌دان فرانسوی و برنده جایزه نوبل ۱۹۹۱.[۶]
- شلدون لی گلاشو: فیزیک‌دان نظری آمریکایی برنده جایزه نوبل.[۷]
- استفان جی گولد از اعضای انجمن بین‌المللی انسان‌گرایی[۱]
- ای. سی. گریلینگ فیلسوف بریتانیایی نویسنده کتاب خوب[۸]
- پن ژیلت: جادوگر تردست و موسیقی‌دان آمریکایی، مدافع بی‌خدایی و شک‌گرایی علمی.
- ست مک‌فارلن: سازنده فمیلی گای و امریکن دد! انسان‌گرای ۲۰۱۱ هاروارد.
- بیل مار: کمدین استندآپ آمریکایی، مفسر سیاسی و بازیگر تلویزیونی.
- الن پیج: بازیگر کانادایی.[۹]
- استیون پینکر: استاد روان‌شناسی در هاروارد و عضو انجمن انسان‌گرایی بین‌المللی.[۱]
- کارل پوپر: فیلسوف علم و عضو انجمن انسان‌گرایی بین‌المللی.[۱]
- فیلیپ پولمن: نویسنده انگلیسی.
- تری پرچت: داستان‌نویس بریتانیایی و طعنه‌پرداز.[۱۰]
- جیمز رندی: شک‌گرا و جادوگر مشهور، چالش‌گر شبه‌علم.
- کارل راجرز: روان‌شناس آمریکایی، از بنیان‌گذاران روش‌های انسان‌گرایانه در روان‌شناسی.[۲]
- ریچارد رورتی: دریافت‌کننده آکادمی بین‌المللی انسان‌گرایی.[۱]
- برتراند راسل: فیلسوف، منطق‌دان و ریاضی‌دان انگلیسی.
- کارل سیگن: دریافت‌کننده آکادمی بین‌المللی انسان‌گرایی.[۱]
- ژان-پل سارتر: اگزیستانسیالیست فرانسوی، منتقد و نویسنده اگزیستانسیالیسم و اصالت بشر.
- سلمان رشدی: دریافت‌کننده آکادمی بین‌المللی انسان‌گرایی.[۱]
- اروین شرودینگر: فیزیک‌دان اتریشی از بنیان‌گذاران نظریه کوانتوم.
- بی‌اف اسکینر: رفتارشناس آمریکایی، نویسنده، مخترع و فیلسوف اجتماعی.
- مارک توین: نویسنده و طنزپرداز آمریکایی، نویسنده ماجراهای تام سایر و ماجراهای هاکلبری فین.[۱۱]
- گور ویدال: نویسنده آمریکایی، نمایش‌نامه‌نویس و فعال سیاسی.[۱۲]
- کورت وانگات: نویسنده آمریکایی، دریافت‌کننده آکادمی بین‌المللی انسان‌گرایی.[۱]
- ابن وراق: نویسنده چرا مسلمان نیستم.[۱۳]
- جیمز واتسون: زیست‌شناس ملکولی، از کاشفان دی‌ان‌ای.[۱]
- فرانک زاپا: آهنگساز آمریکایی، خواننده و ترانه‌سرا و نوازنده گیتار برقی.
- استیون واینبرگ: برنده جایزه نوبل فیزیک برای اتحاد نیروی هسته‌ای ضعیف و الکترومغناطیس[۲]
- پیتر سینگر: فیلسوف اخلاق استرالیایی.
- تام یورک: موسیقی‌دان و آهنگساز انگلیسی در گروه راک ردیوهد.
- هوارد زین: تاریخ‌نگار، دانشمند سیاسی، منتقد اجتماعی و فعال ضد جنگ آمریکایی.